# Дробильно-сортувальна фабрика

Дробильно-сортувальне відділення

Дробильно-сортувальна фабрика (англ. crushing-grading mill, нім. Brecherei f und Sieberei f) – гірниче підприємство для дроблення і (або) грохочення (сортування) за крупністю гірських порід, корисних копалин, шлаків та ін. матеріалів з метою отримання продукту необхідного ґранулометричного складу. Д.-с. фабрика може бути самостійним підприємством і цехом рудних та вугільних збагачувальних або брикетних ф-к. Як самостійне підприємство д.-с. ф. використовують при переробці корисних копалин для отримання нерудних будівельних матеріалів (наприклад, щебеню). 